# ميلتون جيرولد شاب
ميلتون جيرولد شاب (بالإنجليزية: Milton Shapp)‏ وهو سياسي أمريكي ينتمي إلى الحزب الديمقراطي ويعد شاب أول شخص ينتمي إلى الديانة اليهودية يصبح حاكما على ولاية بنسلفانيا الأمريكية ولد ميلتون جيرولد شاب في 25 حزيران - يونيو من سنة 1912 في مدينة كليفلاند بولاية أوهايو الأمريكية تخرج شاب من معهد التكنولوجيا (التي أصبحت الآن جامعة وسترن ريزيرف) مع درجة البكالوريوس في الهندسة الكهربائية في سنة 1933 وفي عام 1936 انتقل إلى ولاية بنسلفانيا وفي خلال الحرب العالمية الثانية خدم شاب كضابط في سلاح الإشارة في الجيش الأمريكي في شمال أفريقيا وأوروبا أصبح شاب في يوم 19 من شهر كانون الثاني - يناير من سنة سنة 1971 حاكما على ولاية بنسلفانيا واعيد انتخابه حاكما للولاية في سنة 1974 وقد حكم الولاية إلى يوم 16 من شهر كانون الثاني من سنة 1979 توفي شاب في 24 من شهر تشرين الأول - نوفمبر من سنة 1994 عن عمر يناهز 82 عاما.